# Elección presidencial de Chile de 2021
La elección presidencial de Chile para el período 2022-2026 se realizó el 21 de noviembre de 2021, en conjunto con las elecciones de diputados, senadores y las elecciones de consejeros regionales; la segunda vuelta electoral, en tanto, tuvo lugar el 19 de diciembre de 2021.
Para estas elecciones, los pactos Apruebo Dignidad y Chile Vamos inscribieron primarias legales para definir a sus candidatos presidenciales. Estas primarias, que iban a tener lugar originalmente el 4 de julio, se realizaron el 18 de julio de 2021.
La votación en primera vuelta contó con la participación del 47,33 % del electorado, lo que corresponde a 7 114 800 votantes. En distintos puntos de votación, existieron aglomeraciones que se generaron a causa del aforo y medidas sanitarias en el contexto de pandemia de COVID-19.
En la segunda vuelta se acusó una falta de transporte público, razón por la cual parlamentarios de oposición procedieron a querellar a la ministra de Transportes y Telecomunicaciones Gloria Hutt, el mismo día de la elección. Finalmente, con el 55,8 % de los votos, el candidato de Apruebo Dignidad Gabriel Boric se consolidó como presidente electo de la República de Chile con el mayor número de votos recibidos por un candidato presidencial en la historia del país. Además, con 36 años fue el presidente más joven en asumir la primera magistratura.

## Legislación
Según la Constitución chilena, pueden ejercer el derecho a sufragio los ciudadanos, es decir, quienes han cumplido 18 años de edad y no han sido condenados a una pena aflictiva (superior a 3 años de presidio). Dicha norma indica que «en las votaciones populares el sufragio será personal, igualitario, secreto y voluntario». El derecho a votar queda suspendido por interdicción en caso de demencia, por hallarse acusado por delito que merezca pena aflictiva o por delito por terrorismo y por sanción del Tribunal Constitucional (en conformidad al artículo 19 número 15 inciso 7.º de la Constitución).

## Definición de candidaturas
A diferencia de elecciones previas realizadas desde el retorno a la democracia, en las que las dos principales coaliciones electorales del país (Concertación y Alianza) se encontraban mucho más estables, para las elecciones de 2021, el panorama fue mucho más volátil. Los resultados de las elecciones presidenciales y parlamentarias de 2017 generaron una mayor cantidad de fuerzas políticas representadas, así como una fractura en la alianza de centroizquierda, la Nueva Mayoría. A su vez, el impacto del Estallido social y los resultados del Plebiscito nacional de 2020 derivaron en un tenso proceso de negociación de candidaturas entre las diversas facciones políticas con miras a las elecciones de alcaldes, gobernadores regionales y constituyentes, realizadas el 15 de mayo de 2021, lo que terminó repitiéndose en esta elección.
Varios políticos y partidos anunciaron su interés de participar en la elección presidencial, ya sea a través de una primaria con otros partidos ideológicamente similares o bien participar directamente en la primera vuelta.

### Coaliciones políticas con primarias legales

#### Apruebo Dignidad (Chile Digno y Frente Amplio)
Para las elecciones de convencionales constituyentes del 15 y 16 de mayo de 2021, las diferentes fuerzas de centro e izquierda plantearon la posibilidad de alcanzar un pacto que permitiera una lista única y, eventualmente, avanzar hacia una candidatura presidencial única. Las tratativas fracasaron: los partidos de centroizquierda de la antigua Concertación conformaron Unidad Constituyente, mientras los miembros de Chile Digno y el Frente Amplio llegaron a un acuerdo para formar un pacto único para la elección de constituyentes llamado «Apruebo Dignidad». El fracaso de las negociaciones de unidad provocó un quiebre dentro del Frente Amplio y el Partido Liberal, junto a algunos miembros de Revolución Democrática, decidieron abandonar el FA y unirse con los miembros de Unidad Constituyente para la elección de constituyentes.
En los meses siguientes, los diferentes partidos del conglomerado avanzaron en la definición de sus precandidaturas presidenciales con miras a una primaria legal. En el caso de los partidos del Frente Amplio se mencionaron diversas candidaturas aunque ninguna oficialmente, incluyendo a la candidata a la gobernación de la Región Metropolitana, Karina Oliva (Comunes); el diputado Marcelo Díaz (Movimiento Unir); la periodista y excandidata presidencial Beatriz Sánchez o el senador Juan Ignacio Latorre, en representación de Revolución Democrática. Sin embargo, el único precandidato presentado formalmente fue Gabriel Boric, diputado por Magallanes y fundador del partido Convergencia Social. A la candidatura de Boric se plegaron rápidamente los otros partidos del Frente Amplio. Ya que Convergencia Social no contaba con el mínimo requerido de adherentes para presentar un candidato presidencial, el partido realizó una campaña masiva para inscribir adherentes, alcanzando el mínimo requerido un día antes del límite legal, el 17 de mayo de 2021.
A diferencia del Frente Amplio, el Partido Comunista presentó la candidatura del alcalde de Recoleta, Daniel Jadue, quien figuraba como principal figura del partido y una de los políticos mejor posicionados en las encuestas. El PCCh anunció, en diciembre de 2018, su intención de presentar un candidato presidencial y Jadue manifestó en julio de 2020 su interés de ser candidato. Su candidatura fue anunciada el 30 de diciembre de 2020, siendo oficialmente proclamado el 24 de abril de 2021. Dentro de la alianza Chile Digno, la Federación Regionalista Verde Social proclamó el 6 de septiembre de 2020 como candidato a su presidente, el diputado Jaime Mulet. Sin embargo, la candidatura no despegó y no fue inscrita en la primaria; en junio de 2021, apoyaron la candidatura de Jadue.
Mientras los partidos de la coalición designaban a sus candidatos, en varias instancias se planteó la posibilidad de una «primaria amplia» que incluyera a toda la oposición, incluyendo también a Unidad Constituyente y el Partido Humanista. Tras los resultados de las elecciones del 15 y 16 de mayo, se presentó la posibilidad de una primaria entre los candidatos de Apruebo Dignidad y la representante del Partido Socialista, Paula Narváez; sin embargo, las negociaciones se rompieron horas antes de la inscripción de candidaturas. Así, el 18 de mayo se inscribieron ante el Servel las elecciones primarias de la lista «Apruebo Dignidad» (compuesta oficialmente por el PCCh, FRVS, RD, CS y Comunes), siendo sus candidatos Gabriel Boric y Daniel Jadue.
En las primarias del 18 de julio de 2021, Gabriel Boric se convirtió en el candidato único de Apruebo Dignidad, al obtener el 60,4 % de los votos, superando a Daniel Jadue.

#### Chile Podemos Más (Chile Vamos)
Los partidos de la coalición de gobierno Chile Vamos (luego renombrada Chile Podemos Más) indicaron su interés en realizar una primaria para definir al candidato único que presentarán para la elección de 2021. Chile Vamos inscribió sus primarias presidenciales ante el Servicio Electoral de Chile el 19 de mayo de 2021.
Tres de los cuatro partidos que forman parte de la alianza nominaron a candidatos. Evolución Política (Evópoli) nominaron al economista Ignacio Briones, exministro de Hacienda, el sábado 30 de enero. Renovación Nacional, en tanto, definió el 23 de enero de 2021 apoyar al exdiputado y expresidente del partido Mario Desbordes como su nominado para la elección presidencial, obteniendo 269 votos de los 369 disponibles del Consejo Nacional del partido. Desbordes contó además con el apoyo del Partido Regionalista Independiente Demócrata. La Unión Demócrata Independiente determinó que su representante fuera Joaquín Lavín, alcalde de Las Condes y candidato presidencial en 1999 y 2005, luego de que Evelyn Matthei, alcaldesa de Providencia y candidata presidencial de 2013, desistiera de competir en una elección interna para definir al precandidato de la UDI. Por último, el abogado Sebastián Sichel, quien ejerció previamente como ministro de Desarrollo Social y Familia, presidente del Banco del Estado y vicepresidente ejecutivo de Corfo, manifestó su interés de ser candidato presidencial, siendo el único independiente en participar de la primaria de la alianza de centroderecha y derecha. Sichel contó con el apoyo de algunos miembros de RN y el PRI, además de movimientos como Convergencia Liberal.
En las primarias del 18 de julio de 2021, Sebastián Sichel se convirtió en el candidato único de Chile Vamos al obtener el 49,1 % de los votos. En segundo lugar quedó Lavín con un 31,3 %; en tercer lugar quedó Ignacio Briones, seguido por Mario Desbordes, ambos con un 9,8 % de los sufragios. A petición del candidato ganador, la coalición cambió su nombre a «Chile Podemos Más» el 20 de agosto de 2021, previo a la inscripción de sus candidaturas para las elecciones de noviembre.

#### Resultados de primarias legales
En las primarias presidenciales realizadas el 18 de julio de 2021 se eligieron los candidatos presidenciales de dos coaliciones: Chile Vamos, conformada por los partidos Unión Demócrata Independiente, Renovación Nacional, Evolución Política, Partido Regionalista Independiente e independientes; y Apruebo Dignidad, conformada por las coaliciones Frente Amplio y Chile Digno. Dicha elección fue la segunda en la historia de Chile en la que pudieron participar los chilenos residentes en el extranjero.
Para las primarias presidenciales organizadas por el Servicio Electoral de Chile estaban habilitados para votar 14 693 433 ciudadanos, de los cuales 14 627 497 estaban habilitados dentro de Chile y 65 936 en el exterior. Se habilitaron 2202 locales de votación: de ellos, 2091 estaban repartidos en el territorio nacional y 111 en el extranjero.
|  | 31,30 % |

|  | 13,59 % |

|  | 9,82 % |

|  | 4,26 % |

|  | 49,08 % |

|  | 21,31 % |

|  | 9,80 % |

|  | 4,25 % |

|  | 60,43 % |

|  | 34,19 % |

|  | 39,57 % |

|  | 22,39 % |

### Otras coaliciones y partidos políticos

#### Nuevo Pacto Social (Unidad Constituyente)
Tras la derrota en las elecciones presidenciales de 2017, la salida del Partido Demócrata Cristiano y el fin del gobierno de Michelle Bachelet en marzo de 2018, la alianza de centroizquierda Nueva Mayoría se disolvió. Las tensiones entre los partidos que formaban la alianza, especialmente entre el PDC y el PCCh, llevaron a que la oposición de izquierda no actuara como alianza durante gran parte del segundo gobierno de Sebastián Piñera. Solo el PS, el PPD y el PR mantuvieron un esquema de alianza llamado Convergencia Progresista.
Tras el estallido social, y con miras a las diferentes elecciones realizadas entre 2020 y 2021, los diferentes partidos de oposición de centro e izquierda trataron de llegar a un acuerdo para llevar una lista única, el que fracasó finalmente. Pese a ello, se logró reeditar la conformación de la antigua Concertación, sumando al Partido Progresista, Ciudadanos y otros movimientos, dando origen al pacto Unidad Constituyente. Este pacto se inscribió en las elecciones para gobernadores regionales, convencionales constituyentes y alcaldes (en la mayoría de las comunas), por lo que se planteó la posibilidad de llevar un candidato único para la elección presidencial o participar en primarias para definir dicho candidato.
Dentro de los principales partidos de la coalición, el Partido Socialista nombró de forma unánime como precandidata a la exministra Secretaria General de Gobierno Paula Narváez, mientras el Partido Radical nominó a su presidente, el exministro de Justicia Carlos Maldonado. Heraldo Muñoz, exministro de Relaciones Exteriores, se convirtió en el nominado del Partido por la Democracia (PPD) tras derrotar a Francisco Vidal y Jorge Tarud en una elección primaria interna. El Partido Demócrata Cristiano también realizó una elección interna, donde la senadora Ximena Rincón venció al exministro de Obras Públicas y exalcalde de Maipú Alberto Undurraga. El Partido Liberal, junto con la plataforma Nuevo Trato formada en diciembre de 2020, proclamó como su representante al diputado Pablo Vidal. Aunque evaluaron presentar la candidatura del exministro de Hacienda Andrés Velasco, el partido Ciudadanos finalmente se abstuvo de levantar alguna figura. Por último, el Partido Progresista manifestó su intención de presentar la candidatura de su fundador Marco Enríquez-Ominami (candidato presidencial en 2013 y 2017) a la espera de que se levantara la inhabilidad para participar en elecciones, producto de la investigación judicial asociada a la arista chilena del caso OAS.
Los diferentes partidos que conformaban Unidad Constituyente indicaron en diferentes ocasiones su interés a realizar primarias entre ellos, pero tenían diferencias respecto a la posibilidad de realizar una «primaria abierta» que incluyera a otras fuerzas políticas de la oposición, como el Frente Amplio, el Partido Comunista y el Partido Humanista, lo que fue rechazado por Ciudadanos y algunos dirigentes del PPD y el PDC. En paralelo, el Partido Socialista y el Partido por la Democracia indicaron intenciones de realizar una pre-primaria entre sus candidatos con el fin de tener un candidato socialdemócrata único, lo que no prosperó.
La situación cambió radicalmente tras los resultados de las elecciones para la Convención Constitucional, donde el pacto Unidad Constituyente (bajo el nombre de «Lista del Apruebo») obtuvo el peor resultado de su historia, alcanzando apenas el 4.º lugar en votos y escaños. Esto llevó a la revaluación de las candidaturas presentadas y de las posibilidad de pactar con otras fuerzas de oposición. El 17 de mayo, la senadora Rincón renunció a su precandidatura por el PDC, y el 19 de mayo se bajaron las candidaturas de Muñoz y Vidal, ya que se plegaron a la candidatura de Narváez por el Partido Socialista, el menos afectado por los resultados de las elecciones. En tanto, el PS inició negociaciones para participar en una «primaria amplia» de la oposición, sumando al Partido Comunista y el Frente Amplio; sin embargo, las tratativas se quebraron a pocas horas de la inscripción de las primarias, luego que algunos partidos del Frente Amplio se negaran a que el PPD y el PL participaran dentro de la elección. Ante el fin del plazo, ningún partido de Unidad Constituyente logró inscribir una candidatura para primarias.
En las semanas posteriores, y tras los resultados de las primarias legales, los diferentes partidos de la coalición reanudaron las negociaciones para presentar una candidatura única. A las candidaturas aún vigentes de Maldonado (PR) y Narváez (PS), se sumó la de la presidenta del Senado, Yasna Provoste, que fue proclamada como representante del PDC el 23 de julio de 2021. Días más tarde, los diferentes partidos del pacto (con excepción del Partido Progresista) anunciaron que realizarían una consulta ciudadana abierta a militantes e independientes el sábado 21 de agosto de 2021 entre las tres candidaturas del pacto.
El 21 de agosto de 2021, Unidad Constituyente realizó una consulta ciudadana de forma autónoma, utilizando el padrón electoral del Servel, pero sin su organización. Para ello, se habilitaron 1300 mesas en todo el país. En dichas elecciones, Provoste obtuvo un 60,8 % de los sufragios, mientras que Narváez obtuvo un 26,6 % de los votos y Maldonado, un 12,5 %; de esta forma, Yasna Provoste fue proclamada como candidata de Unidad Constituyente. Posterior a la consulta ciudadana, Marco Enríquez-Ominami anunció su candidatura en representación del Partido Progresista, lo que resultó en la exclusión de dicho partido de la coalición. El lunes 23 de agosto, junto con la inscripción de la candidatura presidencial de Provoste, los partidos que apoyaban dicha candidatura, inscribieron el pacto parlamentario «Nuevo Pacto Social».
|  | 60,8 % |

|  | 26,6 % |

|  | 12,5 % |

#### Partidos políticos fuera de alianzas
- Centro Unido: La figura televisiva Cristian Contreras Radovic anunció en octubre del año 2020 su candidatura por el partido que preside,[82] pero el día de la inscripción de candidaturas, declinó postular a la presidencia, inscribiéndose para competir por un cupo senatorial en la Región Metropolitana.[83]
- Partido de la Gente: El recién formado PDG realizó primarias digitales internas, donde el economista y excandidato presidencial de 2013, Franco Parisi, obtuvo cerca del 50 % de los votos, siendo confirmado como candidato presidencial de la colectividad.[84]
- Partido Humanista: La entonces diputada Pamela Jiles evaluó una posible candidatura presidencial o participación en unas eventuales primarias de la izquierda.[85][86] Durante 2020, su evaluación como potencial candidata aumentó, llegando incluso a liderar algunas encuestas presidenciales hacia fines de 2020 y comienzos de 2021.[87] Sin embargo, tras las elecciones de gobernadores regionales de la Región Metropolitana, donde Pablo Maltés (pareja de Jiles) quedó en quinta posición, la diputada negó que su candidatura estuviera confirmada.[88] Algunas semanas más tarde, declinó una eventual candidatura.[89]
- Partido Nacional Ciudadano: El partido fundado en 2019, manifestó su intención de presentar como candidato presidencial a su presidente, René Rubeska, el que fue proclamado en junio de 2021.[90] Sin embargo, para ello el partido necesitaba juntar al menos 20 000 firmas a nivel nacional para presentar la candidatura, cuestión que no sucedió.[91]
- Partido Progresista: Pese a formar parte de la coalición Unidad Constituyente, el PRO anunció sus intenciones de llevar una candidatura presidencial fuera de la consulta ciudadana que organizó dicho pacto político. Aunque se había evaluado presentar como candidato al senador Alejandro Guillier,[92] el principal nombre evaluado fue el de Marco Enríquez-Ominami, fundador del partido y candidato en las elecciones presidenciales de 2009, 2013 y 2017. Luego de que el Tribunal Constitucional (TC) ordenara rehabilitar los derechos políticos de Enríquez-Ominami,[93] suspendidos producto de la investigación judicial asociada a la arista chilena del caso OAS, el exdiputado inscribió su candidatura presidencial.[94] El hecho generó la exclusión del partido de Unidad Constituyente (que se inscribió en la elección parlamentaria sin el PRO y bajo el nombre «Nuevo Pacto Social») y el abandono de ciertas candidaturas, incluyendo la del senador Guillier.[95] El 4 de septiembre de 2021, el Primer Tribunal Electoral de la Región Metropolitana ordenó eliminar a Enríquez-Ominami del padrón electoral, lo que lo deja inhabilitado de competir en la elección presidencial.[96] Sin embargo, el día 10 del mismo mes el Tribunal Calificador de Elecciones (Tricel) ratificó su candidatura basándose en los fallos de los tribunales de justicia que lo absolvieron de los delitos imputados y del Tribunal Constitucional.[97]
- Partido Republicano de Chile: El partido manifestó su interés de participar en las primarias de Chile Vamos.[98] Pese a que en enero de 2021 se anunció un pacto entre Chile Vamos y el PRCh para presentar una lista única de candidatos a la Convención Constitucional (llamada «Vamos por Chile»), este pacto no se repitió para otras elecciones. Su fundador, el exdiputado José Antonio Kast, ya había manifestado en 2018 la intención de repetir su candidatura presidencial de 2017.[99] El PRCh finalmente anunció el 15 de mayo de 2021 haber conseguido el número de afiliados necesarios para presentar una candidatura presidencial y confirmó la nominación de Kast.[100]
- Unión Patriótica: El secretario general del movimiento PC (AP), y excandidato presidencial en 2017, Eduardo Artés, confirmó su interés en presentar una candidatura presidencial junto al MIR para las elecciones de 2021, aspiración presidencial confirmada posteriormente.[101][102]

### Candidaturas independientes
En abril de 2021, el Servicio Electoral de Chile (Servel) inició el proceso de recopilación de firmas para candidaturas independientes a la elección presidencial, el que por primera vez se realizó en forma virtual y no presencialmente en notarías. En total, 32 candidaturas fueron inscritas, de las cuales solo serían aceptadas aquellas que recolectasen más de 33 mil firmas, equivalentes al 0,5 % de la última elección parlamentaria.
Dentro de estas candidaturas destacaron la del profesor Diego Ancalao, la activista cristiana-evangélica Marcela Aranda, la abogada Carola Canelo, el dirigente sindical Cristián Cuevas, el economista Bernardo Javalquinto, el abogado y excandidato presidencial Tomás Jocelyn-Holt y el economista y asesor previsional Gino Lorenzini. De la treintena de candidaturas, únicamente las de Ancalao (con apoyo de La Lista del Pueblo) y Lorenzini lograron juntar las firmas y presentarlas al Servel, sin embargo ambas fueron rechazas por el organismo el 26 de agosto de 2021; la candidatura de Lorenzini fue descartada debido a que se encontraba afiliado a un partido político dentro de los 9 meses anteriores a la declaración de candidaturas.
Aunque el partido político en formación Fuerza Nacional anunció en mayo de 2021 que presentaría la candidatura presidencial de su vicepresidente y exdiputado Hermógenes Pérez de Arce, esta candidatura no fue presentada al proceso organizado por el Servel. Otras personas independientes que fueron sondeadas para participar en la elección presidencial, como la doctora Izkia Siches y la defensora de la Niñez Patricia Muñoz, declinaron participar de dicha elección.

#### La Lista del Pueblo
En las elecciones para la Convención Constitucional, una de las grandes sorpresas fueron los resultados de La Lista del Pueblo, un conjunto de candidaturas independientes de izquierda que obtuvo el tercer mayor número de votos y escaños. Los resultados dieron paso inmediatamente a especulaciones respecto a la continuidad del movimiento para las elecciones presidenciales y parlamentarias. En junio de 2021, La Lista del Pueblo confirmó sus intenciones de levantar una candidatura presidencial independiente bajo su alero. Rafael Montecinos, fundador y vocero, manifestó inicialmente que estaban conversando con 2 personas no ligadas a la política para levantar una candidatura presidencial, pero que no podía revelar sus nombres por el momento. Tras las elecciones municipales de 2021, se especuló que el alcalde de Valparaíso, Jorge Sharp, estaba siendo evaluado como posible candidato, pero esto finalmente fue descartado.
El 5 de agosto se publicó en diferentes medios que la Lista del Pueblo habría elegido al dirigente sindical Cristián Cuevas como su candidato. Sin embargo, en los días posteriores la nominación fue puesta en entredicho y surgieron divisiones dentro de los dirigentes del movimiento. El 10 de agosto, La Lista del Pueblo anunció que deponía la candidatura de Cuevas —quien lanzó en paralelo su candidatura independiente— y que seleccionarían a su candidato entre tres postulantes independientes, eligiendo a aquel que juntara más patrocinios en la plataforma del Servel. El 20 de agosto, La Lista del Pueblo proclamó al profesor Diego Ancalao como su candidato presidencial oficial, superando a Soledad Mella e Ingrid Conejeros.
Ancalao logró finalmente juntar cerca de 35 mil entre patrocinios y firmas, siendo el último candidato en inscribirse durante el plazo legal, sin embargo su postulación fue rechazada por el Servel debido a que 23 135 patrocinios aparecían firmados ante el notario Patricio Zaldívar, cuya notaría había dejado de funcionar en 2018, además de haber fallecido en febrero de 2021; producto de ello el Servel procedió a denunciar a Ancalao ante el Ministerio Público por posibles delitos a la ley electoral y el Código Penal.

## Candidaturas
| Apruebo Dignidad (Convergencia Social)                                              | Frente Social Cristiano (Partido Republicano)                                                                      | Nuevo Pacto Social (Partido Demócrata Cristiano) | Chile Podemos Más (Independiente)                                                                                        | Unión Patriótica                                               | Partido Progresista                                                           | Partido de la Gente                                          |
| Gabriel Boric                                                                       | José Antonio Kast                                                                                                  | Yasna Provoste | Sebastián Sichel | Eduardo Artés                                                  | Marco Enríquez-Ominami                                                        | Franco Parisi                                                |
| Para vivir mejor                                                                    | Atrévete | Ahora Yasna | Se puede | ¡A refundar Chile!                                             | El cambio es hoy                                                              | La gente al poder                                            |
| ----------------------------------------------------------------------------------- | --- | --- | --- | -------------------------------------------------------------- | ----------------------------------------------------------------------------- | ------------------------------------------------------------ |
|                                                                                     | | | |                                                                |                                                                               |                                                              |
| Diputado Distrito 28: desde 2018 Distrito 60: 2014-2018                             | Diputado Distrito 24: 2014-2018 Distrito 30: 2002-2014 Concejal de Buin 1996-2000 — Candidato presidencial en 2017 | Presidenta del Senado 2021 Senadora por Atacama Desde 2018 Otros cargosDiputada por el dist. 6 2014-2018 Ministra de Educación 2006-2008 Ministra de Planificación 2004-2006 Intendenta de Atacama 2001-2004 Gobernadora de Huasco 1997-2001 | Presidente del Banco del Estado 2020 Ministro de Desarrollo Social 2019-2020 Vicepresidente ejecutivo de Corfo 2018-2019 | Sin cargos públicos previos — Candidato presidencial en 2017   | Diputado Distrito 10: 2006-2010 — Candidato presidencial en 2009, 2013 y 2017 | Sin cargos públicos previos — Candidato presidencial en 2013 |
| Nominado tras ganar primarias presidenciales, 18 de julio de 2021                   | Inscrito por el Partido Republicano, 23 de agosto de 2021                                                          | Nominada tras ganar consulta ciudadana de Unidad Constituyente, 21 de agosto de 2021 | Nominado tras ganar primarias presidenciales, 18 de julio de 2021                                                        | Inscrito por el partido Unión Patriótica, 23 de agosto de 2021 | Inscrito por el Partido Progresista, 23 de agosto de 2021                     | Inscrito por el Partido de la Gente, 23 de agosto de 2021    |
| Apoyado por: CS, RD, Comunes, PC, FREVS, Unir, FC, AH, IC, IL                       | Apoyado por: PRCh, PCC                                                                                             | Apoyada por: PDC, PS, PPD, PR, CIU, PL, NT | Apoyado por: UDI, RN, EVO, PRI                                                                                           | Apoyado por: UPA                                               | Apoyado por: PRO                                                              | Apoyado por: PDG                                             |
| Apoyado en segunda vuelta por: PS, PDC, PPD, PL, PRO, PR, NT, PEV, PI, PH, CIU, INN | Apoyado en segunda vuelta por: UDI, RN, EVO, PRI                                                                   | | |                                                                |                                                                               |                                                              |
|                                                                                     | | | |                                                                |                                                                               |                                                              |

## Debates
| Medio de comunicación y fecha | Lugar           | Moderador/es | P Presente A Ausente NI No invitado | P Presente A Ausente NI No invitado | P Presente A Ausente NI No invitado | P Presente A Ausente NI No invitado | P Presente A Ausente NI No invitado | P Presente A Ausente NI No invitado | P Presente A Ausente NI No invitado |
| Medio de comunicación y fecha | Lugar           | Moderador/es | Boric                               | Kast                                | Provoste                            | Sichel                              | Artés                               | ME-O                                | Parisi*                             |
| --- | --------------- | --- | ----------------------------------- | ----------------------------------- | ----------------------------------- | ----------------------------------- | ----------------------------------- | ----------------------------------- | ----------------------------------- |
| Medio de comunicación y fecha | Lugar           | Moderador/es |                                     |                                     |                                     |                                     |                                     |                                     |                                     |
| CNN Chile-Chilevisión 22 de septiembre de 2021                                                                                                  | Metropolitana   | Mónica Rincón Daniel Matamala                                                                                        | P                                   | P                                   | P                                   | P                                   | P                                   | A                                   | A                                   |
| La Tercera / Confederación de la Producción y del Comercio 24 de septiembre de 2021                                                             | Metropolitana   | María José O’Shea Juan Sutil                                                                                         | A                                   | P                                   | P                                   | P                                   | A                                   | A                                   | A                                   |
| TVN-24 Horas / Canal 13-T13 en vivo / Mega-Mega Plus 11 de octubre de 2021                                                                      | Metropolitana   | Matías del Río Mónica Pérez Juan Manuel Astorga                                                                      | P                                   | P                                   | P                                   | P                                   | P                                   | P                                   | A                                   |
| Asociación de Radiodifusores de Chile 15 de octubre de 2021                                                                                     | Metropolitana   | Jessika Casteñeda Cony Stipicic Carolina Urrejola Verónica Franco Nicolás Vergara                                    | P                                   | P                                   | P                                   | P                                   | P                                   | P                                   | A                                   |
| La Red / Escenarios Hídricos 2030 / Fundación Chile Fundación Avina / Fundación Futuro Latinoamericano 21 de octubre de 2021                    | Metropolitana** | Julia Vial | P                                   | A                                   | P                                   | P                                   | A                                   | P                                   | P                                   |
| Debate Universidad de Chile 2021 (Universidad de Chile / Radio Cooperativa / Radio UChile-UChile TV) 1 de noviembre de 2021                     | Metropolitana   | Ennio Vivaldi Sergio Campos Yasna Lewin Paula Molina Jennifer Abate Rodrigo Vergara Antonella Estévez Patricio López | P                                   | A                                   | P                                   | P                                   | P                                   | P                                   | A                                   |
| Debate Es Turno del Planeta (Canal 13 / El Desconcierto / Cobertura / CON-CIENCIA / Escazú Ahora Chile / Portada Soñada) 5 de noviembre de 2021 | Metropolitana** | Felipe Gerdtzen Andrea Obaid                                                                                         | P                                   | A                                   | P                                   | P                                   | P                                   | P                                   | P                                   |
| Encuentro Nacional de la Empresa 11 de noviembre de 2021                                                                                        | Metropolitana   | Soledad Onetto | P                                   | P                                   | P                                   | P                                   | A                                   | P                                   | A                                   |
| Asociación Nacional de Televisión de Chile 15 de noviembre de 2021                                                                              | Metropolitana   | Juan Manuel Astorga Macarena Pizarro Constanza Santa María Iván Valenzuela                                           | P                                   | P                                   | P                                   | P                                   | P                                   | P                                   | A                                   |

*Parisi al momento de los debates y la elección, se encontraba viviendo en Alabama, Estados Unidos.
** Debate de forma telemática.

## Resultados

### Primera vuelta

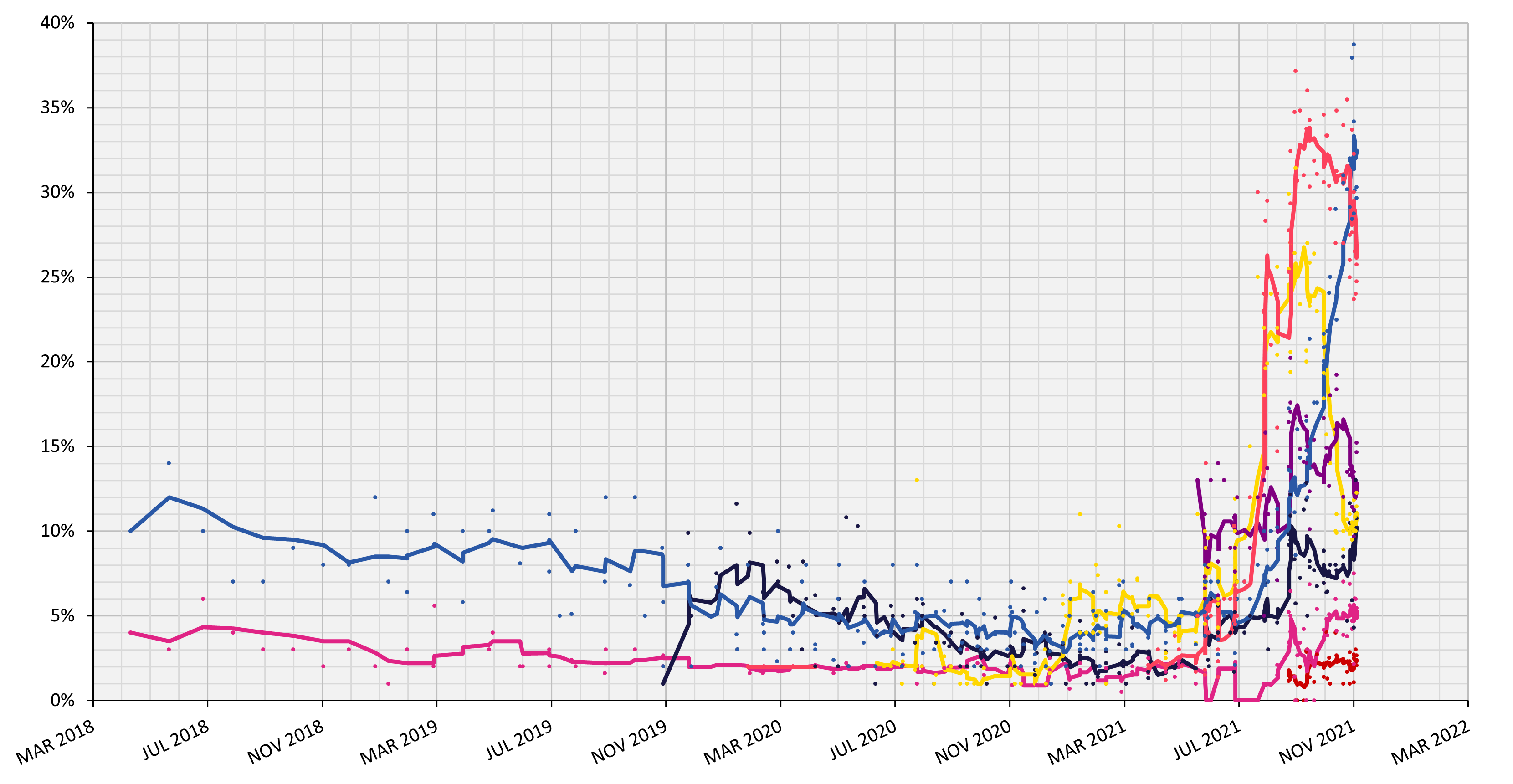
Línea de tendencia móvil de las 6 últimas encuestas de los sondeos de opinión de voto desde el 11 de marzo de 2018 hasta la elección presidencial de 2021. Después del cierre de inscripciones (23 de agosto de 2021), los valores se ponderaron sin considerar indecisos, votos nulos ni blancos. Cada punto representa una encuesta.

De acuerdo a la preferencia de votos:
|  | 27.91 % |

|  | 25.83 % |

|  | 12.80 % |

|  | 12.79 % |

|  | 11.61 % |

|  | 7.61 % |

|  | 1.47 % |

#### Resultados por regiones

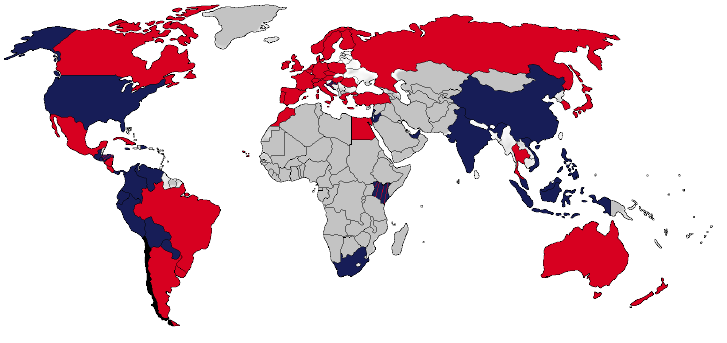
Resultados de la Segunda Vuelta por país

| Candidato(a)                             | Candidato(a)            | Arica y Parinacota | Arica y Parinacota | Tarapacá        | Tarapacá        | Antofagasta | Antofagasta     | Atacama         | Atacama    | Coquimbo        | Coquimbo        | Valparaíso   | Valparaíso   |
| ---------------------------------------- | ----------------------- | ------------------ | ------------------ | --------------- | --------------- | ----------- | --------------- | --------------- | ---------- | --------------- | --------------- | ------------ | ------------ |
|                                          | Gabriel Boric           | 15 077             | 17.78 %            | 19 976          | 18.31 %         | 41 490      | 20.61 %         | 20 418          | 19.24 %    | 68 334          | 25.93 %         | 223 266      | 28.12 %      |
|                                          | José Antonio Kast       | 25 120             | 29.62 %            | 33 273          | 30.49 %         | 42 252      | 20.99 %         | 19 015          | 17.92 %    | 56 998          | 21.63 %         | 211 838      | 26.68 %      |
|                                          | Yasna Provoste          | 8423               | 9.93 %             | 9440            | 8.65 %          | 17 552      | 8.72 %          | 27 497          | 25.91 %    | 35 991          | 13.66 %         | 81 841       | 10.31 %      |
|                                          | Sebastián Sichel        | 6194               | 7.30 %             | 8354            | 7.76 %          | 14 728      | 7.32 %          | 7097            | 6.69 %     | 27 403          | 10.40 %         | 95 862       | 12.07 %      |
|                                          | Eduardo Artés           | 983                | 1.16 %             | 1349            | 1.24 %          | 2562        | 1.27 %          | 1360            | 1.28 %     | 3735            | 1.42 %          | 13 234       | 1.67 %       |
|                                          | Marco Enríquez-Ominami  | 4703               | 5.55 %             | 6874            | 6.30 %          | 14 434      | 7.17 %          | 5313            | 5.01 %     | 18 781          | 7.13 %          | 63 806       | 8.04 %       |
|                                          | Franco Parisi           | 24 296             | 28.65 %            | 29 859          | 27.36 %         | 68 296      | 33.93 %         | 25 409          | 23.95 %    | 52 328          | 19.85 %         | 104 129      | 13.11 %      |
| Votos válidos                            | Votos válidos           | 84 796             | 98.73 %            | 109 125         | 98.77 %         | 201 314     | 98.82 %         | 106 109         | 98.97 %    | 263 570         | 98.70 %         | 793 976      | 98.87 %      |
| Votos nulos                              | Votos nulos             | 756                | 0.88 %             | 826             | 0.75 %          | 1726        | 0.85 %          | 738             | 0.69 %     | 2137            | 0.80 %          | 6299         | 0.78 %       |
| Votos en blanco                          | Votos en blanco         | 332                | 0.39 %             | 538             | 0.49 %          | 677         | 0.33 %          | 368             | 0.34 %     | 1330            | 0.50 %          | 2815         | 0.35 %       |
| Total de votos emitidos                  | Total de votos emitidos | 85 884             | 100 %              | 110 489         | 100 %           | 203 717     | 100 %           | 107 215         | 100 %      | 267 037         | 100 %           | 803 090      | 100 %        |
| Candidato(a)                             | Candidato(a)            | Metropolitana      | Metropolitana      | O'Higgins       | O'Higgins       | Maule       | Maule           | Ñuble           | Ñuble      | Biobío          | Biobío          | La Araucanía | La Araucanía |
|                                          | Gabriel Boric           | 892 358            | 31.02 %            | 87 821          | 24.17 %         | 78 976      | 19.58 %         | 31 684          | 16.60 %    | 117 286         | 19.17 %         | 65 294       | 16.58 %      |
|                                          | José Antonio Kast       | 721 187            | 25.07 %            | 92 323          | 25.41 %         | 127 037     | 31.49 %         | 69 888          | 36.61 %    | 199 305         | 32.57 %         | 165 991      | 42.16 %      |
|                                          | Yasna Provoste          | 294 881            | 10.25 %            | 48 264          | 13.28 %         | 56 255      | 13.95 %         | 28 434          | 14.89 %    | 72 925          | 11.92 %         | 48 730       | 12.38 %      |
|                                          | Sebastián Sichel        | 439 837            | 15.29 %            | 50 297          | 13.84 %         | 54 914      | 13.61 %         | 24 591          | 12.88 %    | 62 987          | 10.29 %         | 40 950       | 10.40 %      |
|                                          | Eduardo Artés           | 51 130             | 1.78 %             | 4061            | 1.12 %          | 3765        | 0.93 %          | 1699            | 0.89 %     | 7291            | 1.19 %          | 4079         | 1.04 %       |
|                                          | Marco Enríquez-Ominami  | 256 730            | 8.92 %             | 28 293          | 7.79 %          | 27 423      | 6.80 %          | 10 488          | 5.49 %     | 40 100          | 6.55 %          | 21 810       | 5.54 %       |
|                                          | Franco Parisi           | 220 568            | 7.67 %             | 52 319          | 14.40 %         | 55 007      | 13.64 %         | 24 135          | 12.64 %    | 122 024         | 18.31 %         | 46 868       | 11.90 %      |
| Votos válidos                            | Votos válidos           | 287 6691           | 98.95 %            | 363 378         | 98.48 %         | 403 377     | 98.50 %         | 190 919         | 98.42 %    | 611 918         | 98.63 %         | 393 722      | 98.39 %      |
| Votos nulos                              | Votos nulos             | 21 238             | 0.73 %             | 3344            | 0.91 %          | 3714        | 0.91 %          | 1810            | 0.93 %     | 5298            | 0.85 %          | 3906         | 0.98 %       |
| Votos en blanco                          | Votos en blanco         | 9191               | 0.32 %             | 2248            | 0.61 %          | 2424        | 0.59 %          | 1256            | 0.65 %     | 3183            | 0.51 %          | 2543         | 0.64 %       |
| Total de votos emitidos                  | Total de votos emitidos | 2 907 120          | 100 %              | 368 970         | 100 %           | 409 515     | 100 %           | 193 985         | 100 %      | 620 399         | 100 %           | 400 171      | 100 %        |
| Candidato(a)                             | Candidato(a)            | Los Ríos           | Los Ríos           | Los Lagos       | Los Lagos       | Aisén       | Aisén           | Magallanes      | Magallanes |                 |                 |              |              |
|                                          | Gabriel Boric           | 36 976             | 23.16 %            | 66 568          | 20.43 %         | 9975        | 24.99 %         | 21 137          | 30.60 %    |                 |                 |              |              |
|                                          | José Antonio Kast       | 52 916             | 33.15 %            | 105 754         | 32.46 %         | 11 761      | 29.47 %         | 19 292          | 27.93 %    |                 |                 |              |              |
|                                          | Yasna Provoste          | 21 796             | 13.65 %            | 47 939          | 14.72 %         | 6580        | 16.49 %         | 6854            | 9.92 %     |                 |                 |              |              |
|                                          | Sebastián Sichel        | 16 277             | 10.20 %            | 35 547          | 10.91 %         | 3921        | 9.83 %          | 5760            | 8.34 %     |                 |                 |              |              |
|                                          | Eduardo Artés           | 2054               | 1.29 %             | 4015            | 1.23 %          | 508         | 1.27 %          | 668             | 0.97 %     |                 |                 |              |              |
|                                          | Marco Enríquez-Ominami  | 8691               | 5.44 %             | 17 548          | 5.39 %          | 2017        | 5.05 %          | 6645            | 9.62 %     |                 |                 |              |              |
|                                          | Franco Parisi           | 20 912             | 13.10 %            | 48 389          | 14.85 %         | 5146        | 12.89 %         | 8721            | 12.63 %    |                 |                 |              |              |
| Votos válidos                            | Votos válidos           | 159 622            | 98.36 %            | 325 760         | 98.43 %         | 39 908      | 98.10 %         | 69 077          | 98.64 %    |                 |                 |              |              |
| Votos nulos                              | Votos nulos             | 1429               | 0.88 %             | 2732            | 0.83 %          | 435         | 1.07%           | 648             | 0.93%      |                 |                 |              |              |
| Votos en blanco                          | Votos en blanco         | 1234               | 0.76 %             | 2473            | 0.75 %          | 340         | 0.84 %          | 304             | 0.43 %     |                 |                 |              |              |
| Total de votos emitidos                  | Total de votos emitidos | 162 285            | 100 %              | 330 965         | 100 %           | 40 683      | 100 %           | 70 029          | 100 %      |                 |                 |              |              |
| 99.99 % de las mesas escrutadas (SERVEL) |                         |                    |                    |                 |                 |             |                 |                 |            |                 |                 |              |              |
| Simbología                               | Simbología              | Simbología         |                    | Primera mayoría | Primera mayoría |             | Segunda mayoría | Segunda mayoría |            | Tercera mayoría | Tercera mayoría |              |              |

### Segunda vuelta
|  | 55,87 % |

|  | 44,13 % |

#### Resultados por regiones
| Regiones           | Gabriel Boric | Gabriel Boric | José Antonio Kast | José Antonio Kast | Válidos   | Válidos | Nulos  | Nulos | Blancos | Blancos | Emitidos  |
| ------------------ | ------------- | ------------- | ----------------- | ----------------- | --------- | ------- | ------ | ----- | ------- | ------- | --------- |
| Regiones           |               |               |                   |                   | Válidos   | Válidos | Nulos  | Nulos | Blancos | Blancos | Emitidos  |
| Regiones           | Votos         | %             | Votos             | %                 | Votos     | %       | Votos  | %     | Votos   | %       | Emitidos  |
| Arica y Parinacota | 44 233        | 50.61         | 43 171            | 49.39             | 87 404    | 98.75   | 846    | 0.96  | 254     | 0.29    | 88504     |
| Tarapacá           | 55 528        | 48.71         | 58 477            | 51.29             | 114 005   | 98.76   | 1108   | 0.96  | 329     | 0.28    | 115 442   |
| Antofagasta        | 128 004       | 59.76         | 86 195            | 40.24             | 214 199   | 98.47   | 2700   | 1.24  | 633     | 0.29    | 217 532   |
| Atacama            | 76 251        | 65.47         | 40 223            | 34.53             | 116 474   | 98.91   | 993    | 0.84  | 292     | 0.25    | 117 759   |
| Coquimbo           | 199 180       | 63.28         | 115 598           | 36.72             | 314 778   | 98.96   | 2664   | 0.84  | 972     | 0.31    | 318 414   |
| Valparaíso         | 545 054       | 59.31         | 373 916           | 40.69             | 918 970   | 98.86   | 8138   | 0.88  | 2454    | 0.26    | 929 562   |
| Metropolitana      | 2 063 327     | 60.33         | 1 356 555         | 39.67             | 3 419 882 | 98.87   | 28 646 | 0.83  | 10 348  | 0.30    | 3 458 876 |
| O'Higgins          | 251 566       | 57.33         | 187 215           | 42.67             | 438 781   | 99.04   | 3182   | 0.72  | 1089    | 0.25    | 443 052   |
| Maule              | 240 102       | 48.95         | 250 416           | 51.05             | 490 518   | 98.96   | 3901   | 0.79  | 1277    | 0.26    | 495 696   |
| Ñuble              | 96 782        | 41.47         | 136 610           | 58.53             | 233 392   | 98.96   | 1885   | 0.80  | 575     | 0.24    | 235 852   |
| Biobío             | 350 751       | 48.16         | 377 541           | 51.84             | 728 292   | 98.84   | 6424   | 0.87  | 2118    | 0.29    | 736 834   |
| La Araucanía       | 184 417       | 39.86         | 278 288           | 60.14             | 462 705   | 98.88   | 3956   | 0.85  | 1283    | 0.27    | 467 944   |
| Los Ríos           | 95 285        | 50.47         | 93 511            | 49.53             | 188 796   | 98.94   | 1422   | 0.75  | 600     | 0.31    | 190 818   |
| Los Lagos          | 191 777       | 50.03         | 191 558           | 49.97             | 383 335   | 98.89   | 3070   | 0.79  | 1223    | 0.32    | 387 628   |
| Aisén              | 25 297        | 56.32         | 20 112            | 43.68             | 46 039    | 98.91   | 356    | 0.76  | 153     | 0.33    | 46 548    |
| Magallanes         | 47 835        | 61.30         | 30 205            | 38.70             | 78 040    | 98.88   | 696    | 0.88  | 188     | 0.24    | 78 924    |
| Voto del exterior  | 24 652        | 71.03         | 10 056            | 28.97             | 34 708    | 98.75   | 285    | 0.81  | 156     | 0.44    | 35 149    |
| Total              | 4 620 671     | 55.87         | 3 649 647         | 44.13             | 8 270 318 | 98.87   | 70 272 | 0.84  | 23 944  | 0.29    | 8 364 534 |

## Reacciones

### Nacionales
Tras la publicación de resultados preliminares, José Antonio Kast reconoció su derrota, felicitando a Gabriel Boric: «Acabo de hablar con Gabriel Boric y lo he felicitado por su gran triunfo. Desde hoy es el presidente electo de Chile y merece todo nuestro respeto y colaboración constructiva. Chile siempre está primero», escribió Kast en su cuenta de Twitter. Más tarde, Kast visitó a Boric en su comando en el Hotel Fundador, ubicado en el centro de Santiago. Boric agradeció el gesto a Kast durante su discurso de triunfo, y afirmó que «sabremos construir puentes para que nuestros compatriotas puedan vivir mejor, porque eso es lo que nos exige hoy día el pueblo de Chile».
El presidente de Chile, Sebastián Piñera, sostuvo una videollamada con el presidente electo que fue transmitida en vivo por cadenas de televisión y radio, cumpliendo una de las tradiciones electorales del país desde la transición a la democracia. En la conversación Piñera felicitó a Boric, y dijo que «Cuando nos dividimos en guerras entre nosotros mismos las cosas siempre terminan mal. Todos esperamos que tenga un muy buen gobierno para Chile y para los chilenos y estoy seguro que usted va a entregar lo mejor de sí mismo». Boric, por su parte, afirmó que «Voy a ser el presidente de todos los chilenos y chilenas, porque creo que es importante interpretar a todos y los acuerdos deben ser entre toda la gente y no entre cuatro paredes».
Boric también fue felicitado mediante una llamada telefónica por la presidenta de la Convención Constitucional Elisa Loncón. Posteriormente Loncón reiteró sus felicitaciones al presidente electo mediante su cuenta de Twitter, donde anunció que «el camino hacia la Nueva Constitución se abre con dignidad, justicia, ternura, plurinacionalidad y respeto a nuestras diferencias».

### Internacionales
- Argentina: El presidente Alberto Fernández reconoció la victoria de Boric y lo felicitó mediante sus redes sociales: «Quiero felicitar a Gabriel Boric por haber sido elegido presidente del querido pueblo de Chile. Debemos asumir el compromiso de fortalecer los lazos de hermandad que unen a nuestros países y de trabajar unidos a la región para poner fin a la desigualdad en América Latina».[148] De igual forma, la vicepresidenta Cristina Kirchner tuiteó: "como dijimos el viernes 10 en la Plaza: 'El pueblo siempre vuelve y encuentra los caminos para hacerlo. Puede ser un partido, puede ser un dirigente hoy y otro mañana pero el pueblo siempre vuelve'. Felicitaciones Presidente Gabriel Boric a usted y al pueblo de Chile".[149]

- Bolivia: El presidente Luis Arce Catacora mediante sus redes sociales felicitó al nuevo presidente electo de Chile Gabriel Boric y expresó que «su triunfo electoral, es el triunfo del pueblo chileno.» A su vez, Arce también manifestó que «la democracia latinoamericana se fortalece con base en la unidad, el respeto y, sobre todo, la voluntad de nuestros pueblos.»[150][151] También se pronunció el presidente de la Cámara de Senadores de Bolivia Andrónico Rodríguez Ledezma que además de felicitar la victoria de Boric, calificó de «un día histórico para Chile y América Latina, pues Gabriel Boric ha sido elegido presidente de todos los chilenos» mencionando también que «espera que comience una nueva etapa de las relaciones diplomáticas entre Bolivia y Chile».[152]

- Brasil: El ex presidente de Brasil Lula Da Silva expresó mediante las redes sociales "me alegro por otra victoria de un candidato democrático y progresista en nuestra América Latina, por la construcción de un futuro mejor para todos”, a este texto lo acompañó con una imagen en la que se lo ve utilizando una gorra con el nombre del candidato ganador.[153] De igual forma la expresidenta de Brasil, Dilma Rousseff dijo que “la consagrante victoria de Boric reescribe la historia de Chile y es un estímulo para los pueblos de América Latina que luchan contra el autoritarismo. Este joven izquierdista de 35 años vence al candidato de derecha y tira a la basura la herencia maldita de Pinochet. #VivaChile”.[154]

- Canadá: El primer ministro de Canadá Justin Trudeau felicitó a través de Twitter a Boric por su victoria y lo animó a "trabajar juntos para fortalecer las relaciones del país", añadiendo además que ambos países podían avanzar "con ideas progresistas que luchen contra el cambio climático, la desigualdad y más".[155]
- China: El presidente de China Xi Jinping felicitó al electo presidente Boric, recalcándo la “gran importancia” de seguir desarrollando las relaciones entre China y Chile. Asimismo, sostuvo que está dispuesto a trabajar con Boric para elevar la asociación estratégica entre ambos países a niveles más altos.[156]

- Colombia: En su cuenta de Twitter, el presidente Iván Duque reconoció el triunfo del nuevo presidente electo y manifestó que celebra los resultados y que espera que continúe una relación estrecha: «Felicitamos a Gabriel Boric por su elección como nuevo Presidente de Chile. Expresamos nuestro interés en seguir trabajando conjuntamente para fortalecer la histórica y fraterna relación bilateral que nos une. Somos países hermanos».[157]

- Costa Rica: El presidente Carlos Alvarado felicitó a Boric mediante una publicación en su cuenta de Twitter: «Mis sinceras felicitaciones a Gabriel Boric, Presidente electo de Chile, y al hermano pueblo chileno por este ejercicio democrático. Le deseo que logre conducir a Chile por el mejor camino, para el bienestar del pueblo chileno».[158]
- Cuba: El presidente de Cuba, Miguel Díaz-Canel, expresó “cordiales felicitaciones a Boric por su elección como Presidente de Chile en histórica victoria popular. Ratificamos voluntad de ampliar las relaciones bilaterales y de cooperación entre ambos pueblos y gobiernos”.[154]
- Ecuador: «Un saludo fraterno al pueblo chileno, que hoy eligió a su nuevo presidente Gabriel Boric. Éxitos en su gestión por el bienestar de su gente», fue el pronunciamiento del presidente de Ecuador, Guillermo Lasso, tras confirmarse la victoria de Gabriel Boric.[159] Mientras que el expresidente Rafael Correa dijo "¡Gabriel Boric, nuevo presidente de Chile! ¡Viva Chile! ¡Viva la Patria Grande! ¡Hacia la victoria, siempre!"[160]

- España: El presidente del Gobierno de España, Pedro Sánchez reconoció y felicitó al presidente electo mediante una publicación en su cuenta de Twitter: «Enhorabuena Gabriel Boric por tu victoria en las elecciones presidenciales de Chile. El pueblo chileno avanza con esperanza hacia un futuro más justo, feminista y ecologista. Nuestros países seguirán reforzando sus relaciones, fortaleciendo los lazos entre Latinoamérica y la UE».[161]
- Estados Unidos: El secretario de Estado estadounidense, Antony Blinken, a nombre del Gobierno de los Estados Unidos felicitó a Gabriel Boric por su victoria en las elecciones presidenciales en Chile, y dijo esperar seguir trabajando con la nueva Administración para promover los "objetivos compartidos" de democracia, prosperidad y seguridad. Además, aseguró que Chile habría dado el ejemplo una vez más con la celebración de elecciones democráticas, limpias y justas.[162]
- Francia: El Ministro del Exterior francés Jean-Yves Le Drian, felicitó a Boric de parte del Ejecutivo, deseándole "éxito en sus altas funciones", así como manifestó su "amistad" a las autoridades y al pueblo chileno. También expresó su "determinación para continuar el refuerzo de las relaciones bilaterales en todos los terrenos, en particular en materia climática y medioambiental". Boric también recibió la felicitación de la alcaldesa de París, Anne Hidalgo, candidata a la Presidencia por el Partido Socialista: "¡Enhorabuena! La victoria de la democracia, de la justicia y de la igualdad. La victoria de el pueblo chileno, la victoria de Gabriel Boric."[162] Además, el líder de Francia Insumisa Jean-Luc Mélenchon de igual forma felicitó a Boric, agregando que "en Chile la extrema derecha sale derrotada".[162]

- Irlanda: El presidente Michael D. Higgins envió una carta personal a Boric recordando el plebiscito del 5 de octubre de 1988; “al observar su tremenda victoria (…)  pude ver que ha utilizado un mensaje de esperanza igualmente inspirador para el futuro de su país como aquella campaña que movilizó a tantos millones de chilenos hace 33 años”. La alusión de Higgins se debe a que para el plebiscito de 1988 él estuvo en Chile como observador internacional del proceso democrático.[163]

- México: El presidente Andrés Manuel López Obrador expresó "Primero expresar nuestra satisfacción, nuestra alegría. Es inocultable. Por el triunfo de Gabriel Boric en Chile. Ya lo felicité en la mañana ... Felicito al pueblo de Chile, abrazo al pueblo hermano de Chile. Han dado un ejemplo para la América Latina y para el mundo. Es un triunfo de la democracia, en Chile, en America Latina, el Caribe, en el mundo". Antes el canciller mexicano Marcelo Ebrard había dicho en un corto comunicado, celebrando la victoria de Boric: «¡Gran buena noticia desde Chile!», escribió en sus redes sociales.[164]

- Nicaragua: El presidente Daniel Ortega y su esposa la vicepresidenta de Nicaragua Rosario Murillo felicitaron al presidente electo Gabriel Boric, además de “Con respeto y alegría saludamos su histórico triunfo, alcanzado con el valiente pueblo chileno, inspirados con el legado siempre presente del presidente de la dignidad, Salvador Allende, y de tantos héroes y mártires de ese gran pueblo”, dijo Ortega, en un mensaje enviado al presidente electo.[165]

- Omán: El  Sultán de Omán Haitham bin Tariq Al Said publicó una fotografía de Gabriel Boric a través de redes sociales para felicitarlo por triunfar en las elecciones presidenciales; la imagen se acompañó con el mensaje “Su Majestad el Sultán, que Dios lo proteja, envía un telegrama de felicitación al Excelentísimo Señor Gabriel Boric, por su elección como Presidente de la República de Chile”. Hubo cierta controversia debido a que se trucó una fotografía oficial de Sebastián Piñera, colocándole el rostro de Boric.[166]

- Panamá: El presidente Laurentino Cortizo expresó “Felicito al presidente electo de Chile Gabriel Boric y transmito un saludo fraterno al pueblo chileno. Esperamos seguir trabajando juntos en el desarrollo de nuestras naciones y el fortalecimiento de la democracia en la región”.[160]

- Paraguay: El mandatario de Paraguay, Mario Abdo Benítez, celebró la "jornada democrática" vivida en Chile en la víspera y felicitó públicamente a Boric como nuevo presidente electo; en un mensaje publicado en su cuenta oficial de Twitter, el presidente envió su congratulación a Boric "y al hermano pueblo chileno por esta jornada democrática".[167]

- Perú: «Felicitaciones por el triunfo, mi querido amigo Gabriel Boric! ¡La victoria que has alcanzado es la del pueblo chileno y la compartimos los pueblos latinoamericanos que queremos vivir con libertad, paz, justicia y dignidad!», fue el mensaje que compartió el presidente peruano, Pedro Castillo en su cuenta de Twitter.[168]

- Uruguay: Luis Lacalle Pou, presidente de Uruguay reconoció el triunfo electoral y expresó sus felicitaciones a Boric mediante Twitter: «Felicito al presidente electo de Chile, Gabriel Boric, y le deseo éxito para el bien del pueblo chileno».[169]
- Venezuela: Nicolás Maduro, presidente de Venezuela expresó sus felicitaciones a Boric mediante Twitter: «Felicito al Pacto Apruebo Dignidad por su victoria, y al nuevo presidente electo de Chile, Gabriel Boric. Saludo al pueblo de Salvador Allende y de Víctor Jara por su contundente victoria sobre el fascismo. ¡Gran Jornada democrática! ¡Viva Chile!».[170] De igual forma, el líder opositor Juan Guaidó felicitó a Boric mediante Twitter, expresando que "Los venezolanos luchamos por poder elegir libremente como lo ha hecho hoy Chile. Queremos felicitar el presidente electo Gabriel Boric en quien confiamos mantenga el apoyo en la defensa de los derechos humanos en nuestro país y realice una buena gestión por el bienestar de los venezolanos en Chile".[171] A su vez, el centroderechista y líder opositor venezolano de Primero Justicia, Henrique Capriles, también felicitó al nuevo presidente electo, deseándole el mayor de los éxitos al país y a su gente ya que es un “país que hoy es la casa de miles de venezolanos”.[153]

### Organismos internacionales
- Organización de las Naciones Unidas: En Twitter, la ONU expresó que “felicitamos a Chile por un proceso cívico ejemplar con amplia participación. Esperamos seguir contribuyendo desde ONU Chile en el avance hacia un desarrollo sostenible para el país."[154]
- Organización de los Estados Americanos: El secretario general de la OEA, Luis Almagro, felicitó a Gabriel Boric por su victoria declarando: “Felicitaciones al pueblo chileno por la jornada de expresión democrática, y a Gabriel Boric por su triunfo en las urnas, estoy seguro que con su liderazgo avanzaremos juntos en temas de democracia, Derechos Humanos, seguridad y desarrollo sostenible, pilares de la OEA”.[154]
- UNESCO: La agencia especializada de las Naciones Unidas sostuvo que "quedamos a disposición del nuevo gobierno para colaborar en su agenda relativa a nuestras áreas de acción: educación, ciencias, cultura, comunicación e información, para seguir trabajando con el Estado chileno en la construcción de los baluartes de la paz en la mente de los hombres y las mujeres, tal como señala la constitución de la Unesco, a la que Chile adhiere desde 1953 (...) valoramos los acentos del programa del nuevo Gobierno en temas como el fortalecimiento del sistema educativo, el apoyo a la investigación científica, el aprecio del papel de la cultura para el desarrollo y la mitigación de los efectos de la COVID-19 y el combate a la desinformación mediante la promoción de una prensa profesional libre y el acceso equitativo y abierto a la información para todos y todas".[172]
- Unión Europea: El Alto Representante de la Unión Europea para la Política Exterior, Josep Borrell, felicitó a Boric por su triunfo en la segunda vuelta y apuntó a “fortalecer” las relaciones entre Gobierno chileno y la UE. Declaró que ”la Unión Europea felicita a Gabriel Boric por su elección como futuro presidente de Chile. Esperamos fortalecer aún más nuestras relaciones con el futuro Gobierno de Chile”, ha señalado Borrell en sus redes sociales. Además, el jefe de la diplomacia europea ha remarcado que ambas instituciones son “socios” y que “juntos” conseguirán ser “más fuertes”.[153]